# Saint-Martin-d'Arberoue
Pour les articles homonymes, voir Saint-Martin et Arberoue.
Saint-Martin-d'Arberoue [sɛ̃ maʁtɛ̃ daʁbeʁu] (en basque: Donamartiri) est une commune française située dans le département des Pyrénées-Atlantiques, en région Nouvelle-Aquitaine.
Le gentilé est Donamartiritar,.

## Géographie

### Localisation
La commune de Saint-Martin-d'Arberoue se trouve dans le département des Pyrénées-Atlantiques, en région Nouvelle-Aquitaine.
Elle se situe à 114 km par la route de Pau, préfecture du département, à 37 km de Bayonne, sous-préfecture, et à 19 km de Saint-Palais, bureau centralisateur du canton du Pays de Bidache, Amikuze et Ostibarre dont dépend la commune depuis 2015 pour les élections départementales.
La commune fait en outre partie du bassin de vie de Hasparren.
Les communes les plus proches sont : 
Saint-Esteben (1,2 km), Isturits (2,4 km), Méharin (4,4 km), Armendarits (5,2 km), Hélette (5,6 km), Bonloc (6,2 km), Ayherre (7,0 km), Iholdy (7,1 km).
Sur le plan historique et culturel, Saint-Martin-d'Arberoue fait partie de la province de la Basse-Navarre, un des sept territoires composant le Pays basque,. La Basse-Navarre en est la province la plus variée en ce qui concerne son patrimoine, mais aussi la plus complexe du fait de son morcellement géographique. Depuis 1999, l'Académie de la langue basque ou Euskalzaindia divise la Basse-Navarre en six zones,. La commune est dans le pays d’Arberoue (Arberoa), au nord-ouest de ce territoire.

### Communes limitrophes
Les communes limitrophes sont  Amorots-Succos, Armendarits, Isturits, Méharin, Orègue et Saint-Esteben.
| Isturits      | Orègue                  | Amorots-Succos (par un quadripoint) |
| Saint-Esteben | Saint-Martin-d'Arberoue | Méharin                             |
|               | Armendarits             |                                     |

### Hydrographie

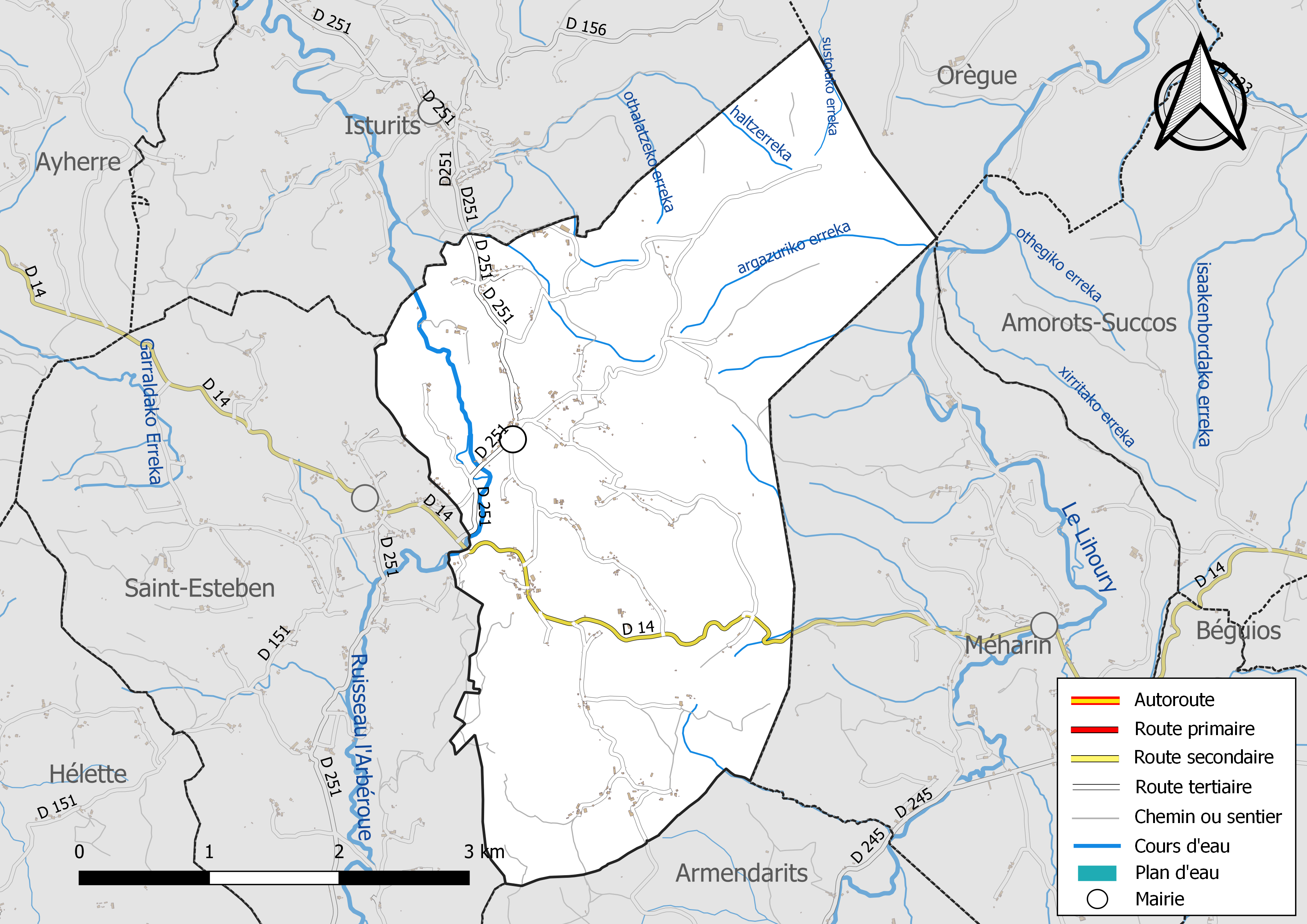
Réseaux hydrographique et routier de Saint-Martin-d'Arberoue.

La commune est drainée par l'Arbéroue, Argazuriko erreka, un bras de l'Arbéroue, Haltzerreka, Othalatzeko erreka, et par divers petits cours d'eau, constituant un réseau hydrographique de 13 km de longueur totale,.
L'Arbéroue, d'une longueur totale de 27,3 km, prend sa source dans la commune d'Hélette et s'écoule du sud vers le nord. Il traverse la commune et se jette dans le Lihoury à Orègue, après avoir traversé 8 communes.

### Climat
Pour des articles plus généraux, voir Climat de la Nouvelle-Aquitaine et Climat des Pyrénées-Atlantiques.
Historiquement, la commune est exposée à un micro climat océanique basque.  
En 2020, Météo-France publie une typologie des climats de la France métropolitaine dans laquelle la commune est exposée à un climat de montagne et est dans la région climatique Pyrénées atlantiques, caractérisée par une pluviométrie élevée (>1 200 mm/an) en toutes saisons, des hivers très doux (7,5 °C en plaine) et des vents faibles.
Pour la période 1971-2000, la température annuelle moyenne est de 13,7 °C, avec une amplitude thermique annuelle de 13,2 °C. Le cumul annuel moyen de précipitations est de 1 441 mm, avec 12,6 jours de précipitations en janvier et 8,5 jours en juillet. Pour la période 1991-2020, la température moyenne annuelle observée sur la station météorologique la plus proche, située sur la commune d'Aïcirits-Camou-Suhast à 14 km à vol d'oiseau, est de 14,3 °C et le cumul annuel moyen de précipitations est de 1 219,1 mm,. Pour l'avenir, les paramètres climatiques de la commune estimés pour 2050 selon différents scénarios d’émission de gaz à effet de serre sont consultables sur un site dédié publié par Météo-France en novembre 2022.

### Milieux naturels et biodiversité

#### Réseau Natura 2000
Le réseau Natura 2000 est un réseau écologique européen de sites naturels d'intérêt écologique élaboré à partir des Directives « Habitats » et « Oiseaux », constitué de zones spéciales de conservation (ZSC) et de zones de protection spéciale (ZPS).
Un site Natura 2000 a été défini sur la commune au titre de la « directive Habitats » : « la Bidouze (cours d'eau) », d'une superficie de 2 570 ha, un vaste réseau hydrographique drainant les coteaux du Pays basque,.

#### Zones naturelles d'intérêt écologique, faunistique et floristique
L’inventaire des zones naturelles d'intérêt écologique, faunistique et floristique (ZNIEFF) a pour objectif de réaliser une couverture des zones les plus intéressantes sur le plan écologique, essentiellement dans la perspective d’améliorer la connaissance du patrimoine naturel national et de fournir aux différents décideurs un outil d’aide à la prise en compte de l’environnement dans l’aménagement du territoire.
Une ZNIEFF de type 1 est recensée sur la commune, : 
les « grottes d'Oxocelhaya et d'Isturitz » (204,6 ha), couvrant 3 communes du département et une ZNIEFF de type 2,, : 
les « landes de l'Arberoue » (3 685,26 ha), couvrant 5 communes du département.

## Urbanisme

### Typologie
Au 1er janvier 2024, Saint-Martin-d'Arberoue est catégorisée commune rurale à habitat dispersé, selon la nouvelle grille communale de densité à sept niveaux définie par l'Insee en 2022.
Elle est située hors unité urbaine et hors attraction des villes,.

### Occupation des sols

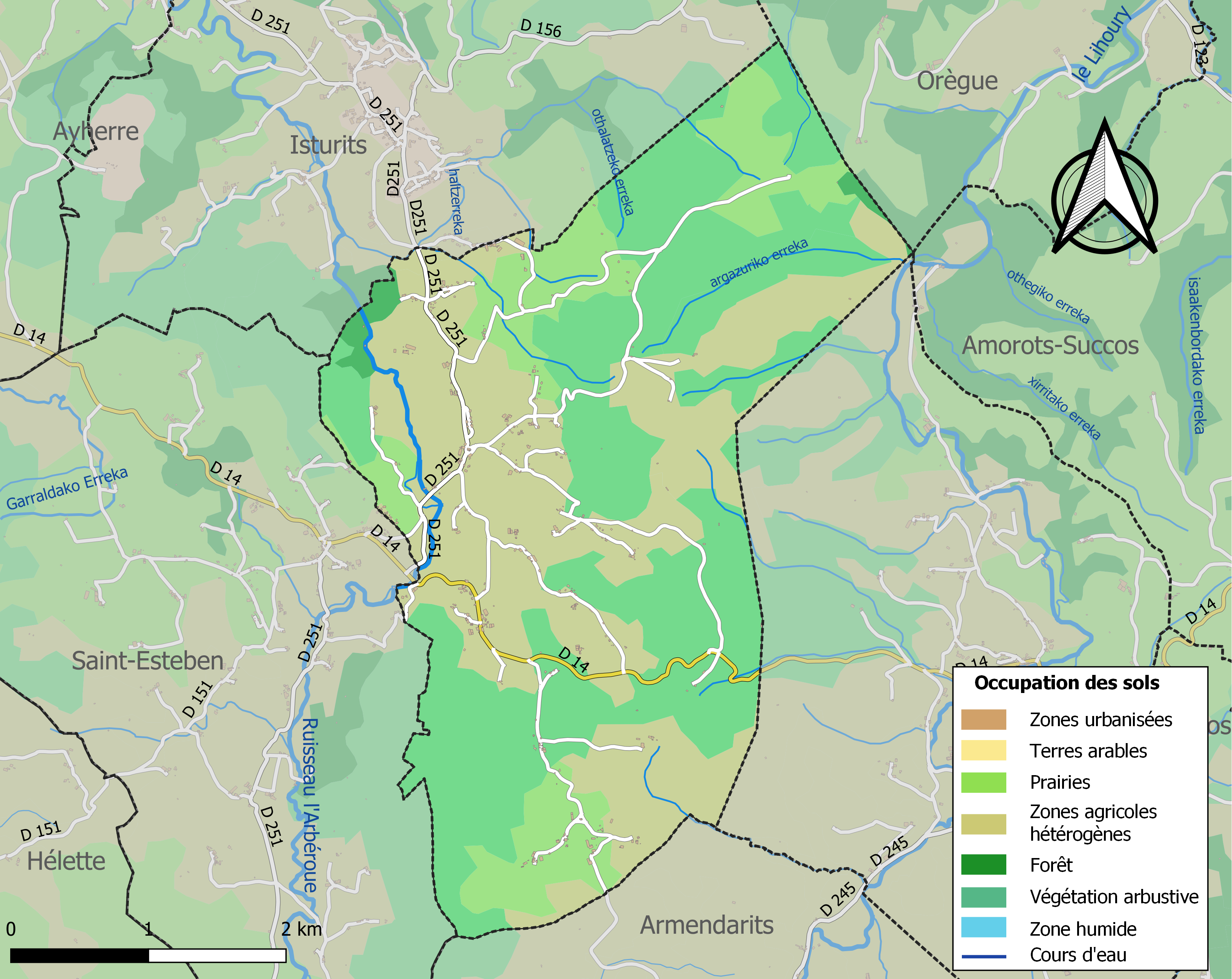
Carte des infrastructures et de l'occupation des sols de la commune en 2018 (CLC).

L'occupation des sols de la commune, telle qu'elle ressort de la base de données européenne d’occupation biophysique des sols Corine Land Cover (CLC), est marquée par l'importance des territoires agricoles (54,5 % en 2018), en augmentation par rapport à 1990 (52,3 %). La répartition détaillée en 2018 est la suivante : 
milieux à végétation arbustive et/ou herbacée (44,4 %), zones agricoles hétérogènes (39,7 %), prairies (14,8 %), forêts (1,1 %). L'évolution de l’occupation des sols de la commune et de ses infrastructures peut être observée sur les différentes représentations cartographiques du territoire : la carte de Cassini (XVIIIe siècle), la carte d'état-major (1820-1866) et les cartes ou photos aériennes de l'IGN pour la période actuelle (1950 à aujourd'hui).

### Lieux-dits et hameaux
Quatre quartiers composent la commune de Saint-Martin-d'Arberoue :
- Herribehere ;
- la Montagne ;
- Kolorotze ;
- Beherasi.

### Voies de communication et transports
La commune est desservie par la route départementale D 251, entre Isturits et Saint-Esteben.
On peut également y accéder en bus (ligne 13 du Conseil général « St Martin d'Arbéroue-La Bastide Clairence-Bayonne »).

### Risques majeurs
Le territoire de la commune de Saint-Martin-d'Arberoue est vulnérable à différents aléas naturels : météorologiques (tempête, orage, neige, grand froid, canicule ou sécheresse), inondations, feux de forêts, mouvements de terrains et séisme (sismicité moyenne). Un site publié par le BRGM permet d'évaluer simplement et rapidement les risques d'un bien localisé soit par son adresse soit par le numéro de sa parcelle.
Certaines parties du territoire communal sont susceptibles d’être affectées par le risque d’inondation par une crue torrentielle ou à montée rapide de cours d'eau, notamment l'Arbéroue. La commune a été reconnue en état de catastrophe naturelle au titre des dommages causés par les inondations et coulées de boue survenues en 1982, 1983, 2009 et 2014,.
Saint-Martin-d'Arberoue est exposée au risque de feu de forêt. En 2020, le premier plan de protection des forêts contre les incendies (PDPFCI) a été adopté pour la période 2020-2030. La réglementation des usages du feu à l’air libre et les obligations légales de débroussaillement dans le département des Pyrénées-Atlantiques font l'objet d'une consultation de public ouverte du 16 septembre au 7 octobre 2022,.
Les mouvements de terrains susceptibles de se produire sur la commune sont des affaissements et effondrements liés aux cavités souterraines (hors mines). Afin de mieux appréhender le risque d’affaissement de terrain, un inventaire national permet de localiser les éventuelles cavités souterraines sur la commune.

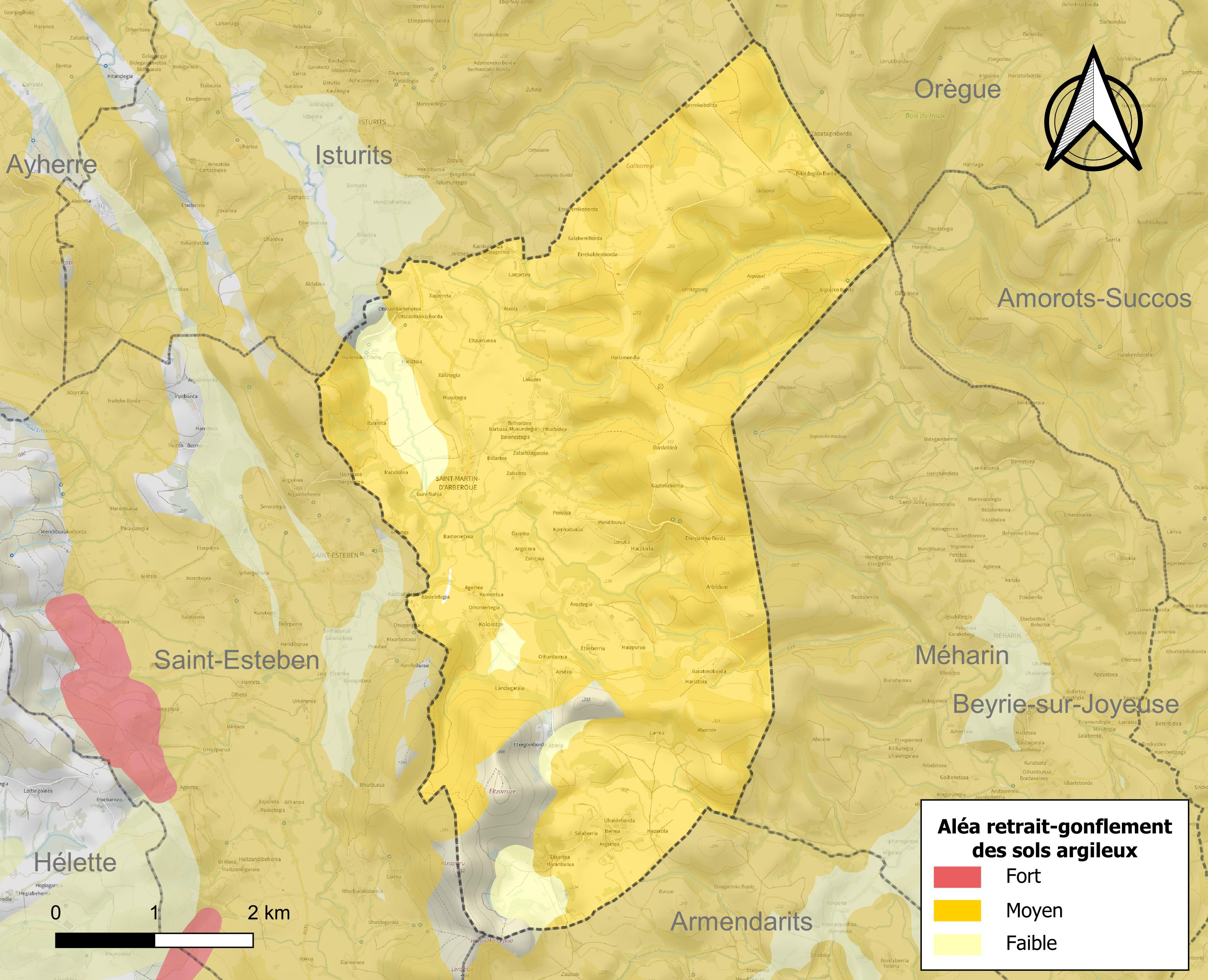
Carte des zones d'aléa retrait-gonflement des sols argileux de Saint-Martin-d'Arberoue.

Le retrait-gonflement des sols argileux est susceptible d'engendrer des dommages importants aux bâtiments en cas d’alternance de périodes de sécheresse et de pluie. 90,3 % de la superficie communale est en aléa moyen ou fort (59 % au niveau départemental et 48,5 % au niveau national). Depuis le 1er octobre 2020, en application de la loi ELAN, différentes contraintes s'imposent aux vendeurs, maîtres d'ouvrages ou constructeurs de biens situés dans une zone classée en aléa moyen ou fort,.

## Toponymie
Mentions anciennes
Le toponyme Saint-Martin-d'Arberoue apparaît sous la forme Sant-Martin (1513, titres de Pampelune).
Le toponyme Haïzkiria apparaît sous la forme la croix de Haïsquiry (qui donnait lieu à un pèlerinage, 1863, dictionnaire topographique Béarn-Pays basque).
Le toponyme Poxolu apparaît sous la forme Pochelu (1863, dictionnaire topographique Béarn-Pays basque).
Graphie basque
Son nom basque actuel est Donamartiri.

## Histoire
Paul Raymond note que Saint-Martin-d'Arberoue est une ancienne baronnie érigée en vicomté en 1657, vassale du royaume de Navarre.
En 1790, Saint-Martin-d'Arberoue fut le chef-lieu d'un canton composé des communes de Méharin, Saint-Esteben, Saint-Martin-d'Arberoue, d'Ayherre et d'Isturits, dépendant du district de Saint-Palais.

## Héraldique
| Blason | Blasonnement : Coticé de gueules et d'argent chargé de mouchetures d'hermine posées dans le sens de la bande. Alias : Bandé de gueules et d'hermines de quatre pièces. |

## Politique et administration
| Période                                  | Période  | Identité           | Étiquette | Qualité |
| ---------------------------------------- | -------- | ------------------ | --------- | ------- |
| 1995                                     | 2014     | Pierre Haïçaguerre | REG       |         |
| 2014                                     | En cours | Antton Larraburu   |           |         |
| Les données manquantes sont à compléter. |          |                    |           |         |

### Intercommunalité
Saint-Martin-d'Arberoue fait partie de sept structures intercommunales :
- la communauté d'agglomération du Pays Basque ;
- le SIVU Ikas Bide ;
- le syndicat AEP de l'Arberoue ;
- le syndicat d'assainissement Adour - Ursuia ;
- le syndicat d'énergie des Pyrénées-Atlantiques ;
- le syndicat intercommunal pour la réalisation d'une maison de retraite dans la vallée de l'Arberoue ;
- le syndicat intercommunal pour le soutien à la culture basque.

La commune accueille le syndicat AEP de l'Arberoue.

## Population et société

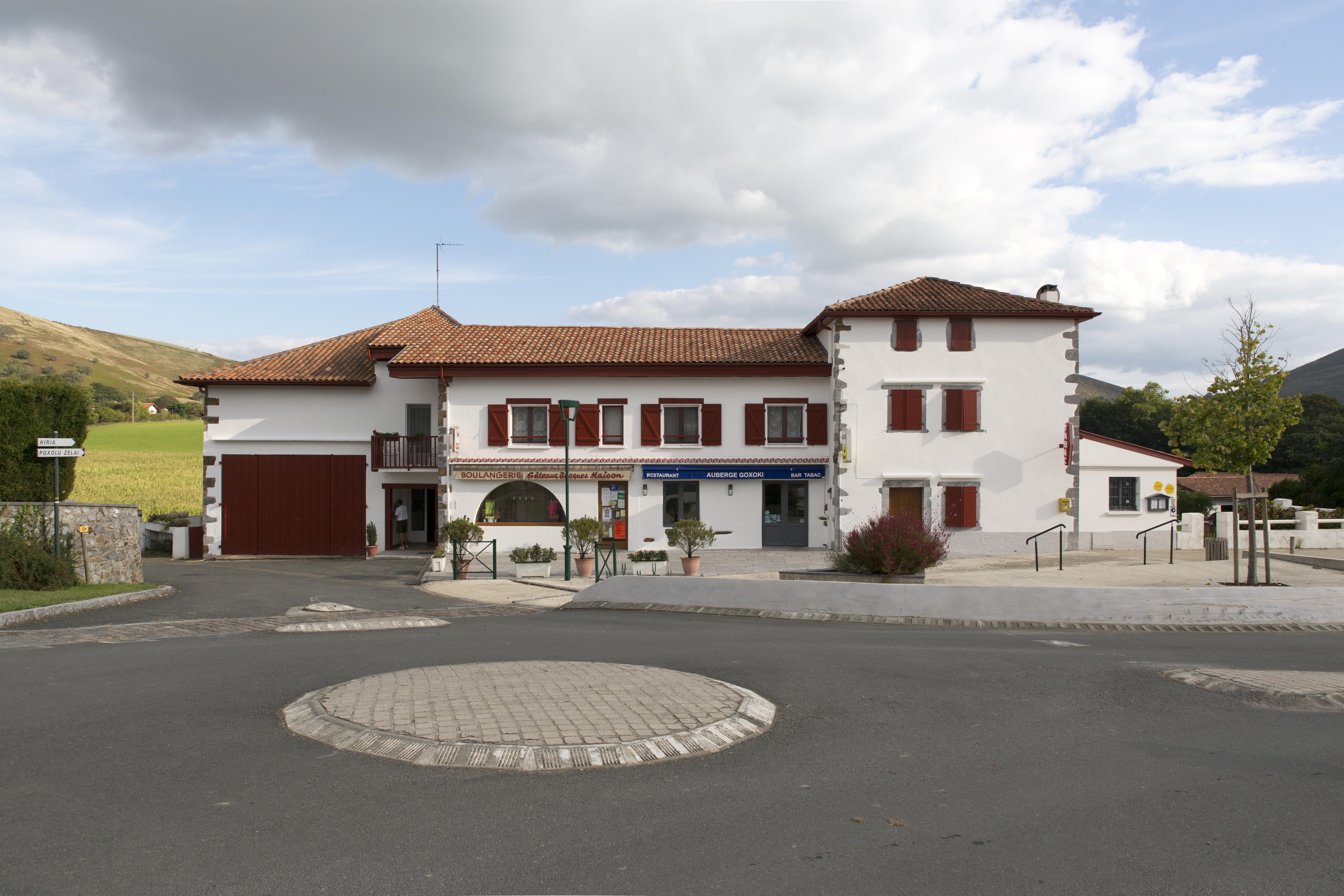
Commerces

### Démographie
L'évolution du nombre d'habitants est connue à travers les recensements de la population effectués dans la commune depuis 1793. Pour les communes de moins de 10 000 habitants, une enquête de recensement portant sur toute la population est réalisée tous les cinq ans, les populations de référence des années intermédiaires étant quant à elles estimées par interpolation ou extrapolation. Pour la commune, le premier recensement exhaustif entrant dans le cadre du nouveau dispositif a été réalisé en 2005.

En 2022, la commune comptait 348 habitants, en évolution de +9,78 % par rapport à 2016 (Pyrénées-Atlantiques : +3,78 %, France hors Mayotte : +2,11 %).
| 1793 | 1800 | 1806 | 1821 | 1831 | 1836 | 1841 | 1846 | 1851 |
| ---- | ---- | ---- | ---- | ---- | ---- | ---- | ---- | ---- |
| 650  | 684  | 699  | 670  | 690  | 674  | 668  | 629  | 590  |

| 1856 | 1861 | 1866 | 1872 | 1876 | 1881 | 1886 | 1891 | 1896 |
| ---- | ---- | ---- | ---- | ---- | ---- | ---- | ---- | ---- |
| 568  | 574  | 546  | 540  | 550  | 543  | 540  | 521  | 507  |

| 1901 | 1906 | 1911 | 1921 | 1926 | 1931 | 1936 | 1946 | 1954 |
| ---- | ---- | ---- | ---- | ---- | ---- | ---- | ---- | ---- |
| 509  | 512  | 458  | 471  | 456  | 403  | 422  | 403  | 378  |

| 1962 | 1968 | 1975 | 1982 | 1990 | 1999 | 2005 | 2006 | 2010 |
| ---- | ---- | ---- | ---- | ---- | ---- | ---- | ---- | ---- |
| 373  | 350  | 297  | 284  | 303  | 305  | 293  | 293  | 324  |

| 2015 | 2020 | 2022 | - | - | - | - | - | - |
| ---- | ---- | ---- | - | - | - | - | - | - |
| 316  | 341  | 348  | - | - | - | - | - | - |

### Enseignement
La commune dispose de deux écoles : l'école élémentaire privée Arberoa Ikastola et l'école maternelle publique. La première propose un enseignement basque par immersion et la seconde un enseignement bilingue français-basque à parité horaire.

## Économie
L'activité est principalement agricole. La commune fait partie de la zone d'appellation de l'ossau-iraty.

## Culture locale et patrimoine

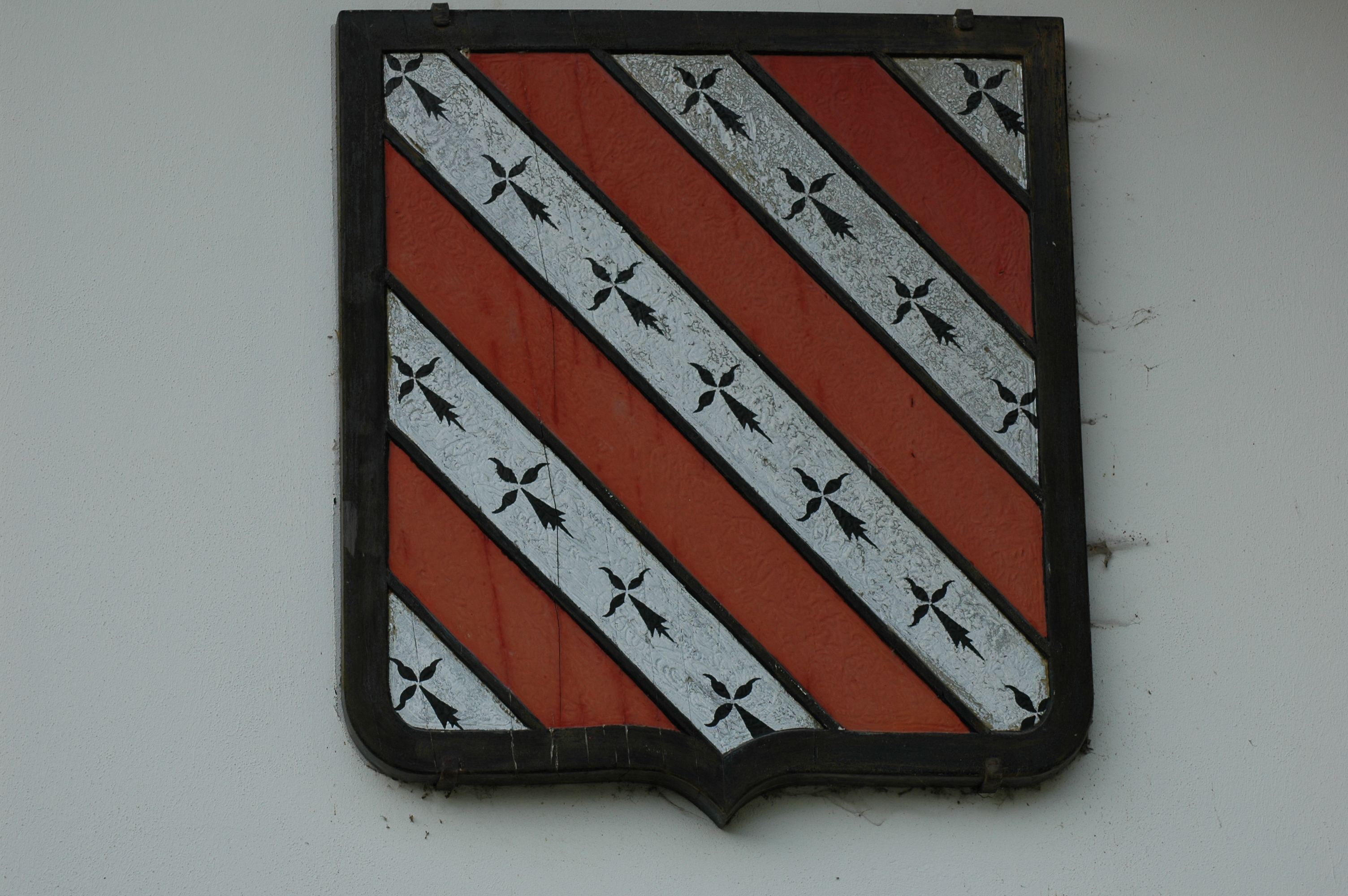
Armoiries.

### Patrimoine civil
- Village anciennement appelé Saint-Martin de Belhorritz (env. 1250), capitale du pays d'Arbela. Cour des rois de Navarre.
- Vestiges du château de Saint-Martin-d'Arberoue, près de l'église. Il subsiste les débris d'un château incendié au début du XIXe siècle et un donjon carré en bel appareil couronné de mâchicoulis[54]. La construction, par le roi de Navarre, d'une motte tardive est décrite dans un texte de 1283 : « fossés et levée de terre prirent quatre-vingt-trois jours »[55].
- Ruines du donjon de Donamarthiri. Vestiges d'un donjon cylindrique et reste d'une enceinte à flanquements semi-circulaires au sommet de la colline, à une altitude de 209 mètres au-dessus des grottes[54].
- Nombreuses maisons d'origine médiévale.
- Les grottes d'Isturits, d'Oxocelhaya et d'Erberua[56] sont classées aux monuments historiques depuis 1953.

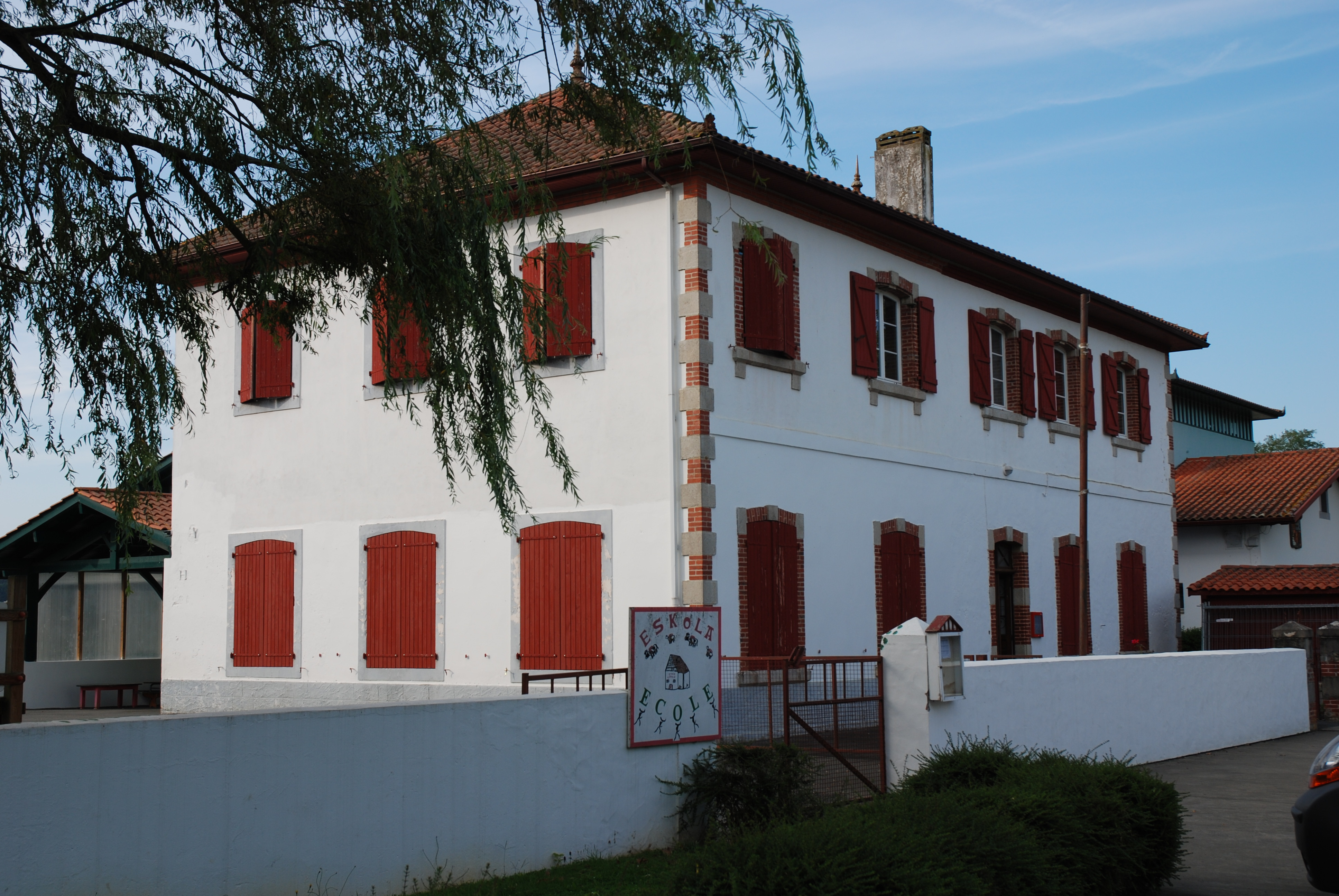
L'école communale maternelle.
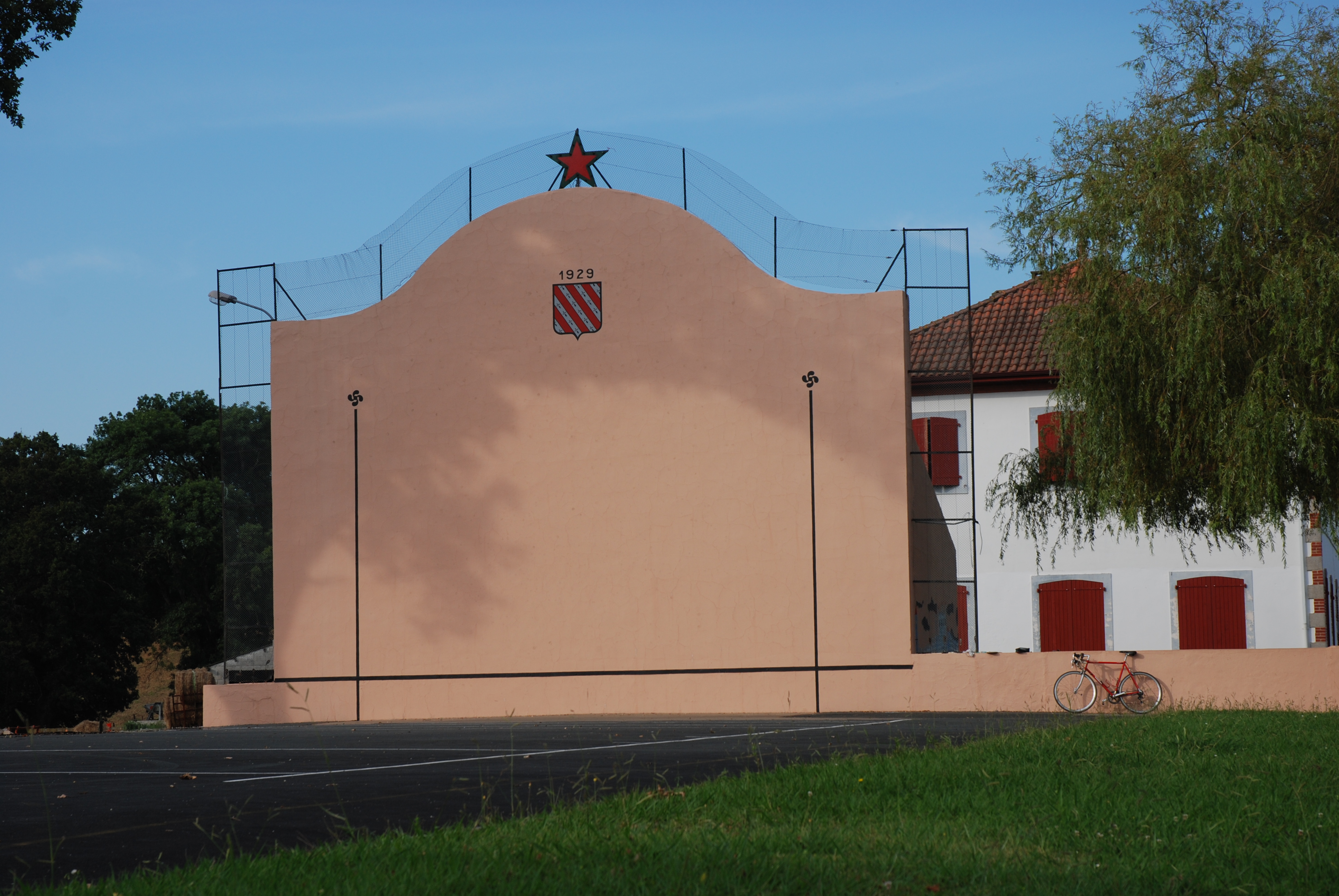
Le fronton place libre.
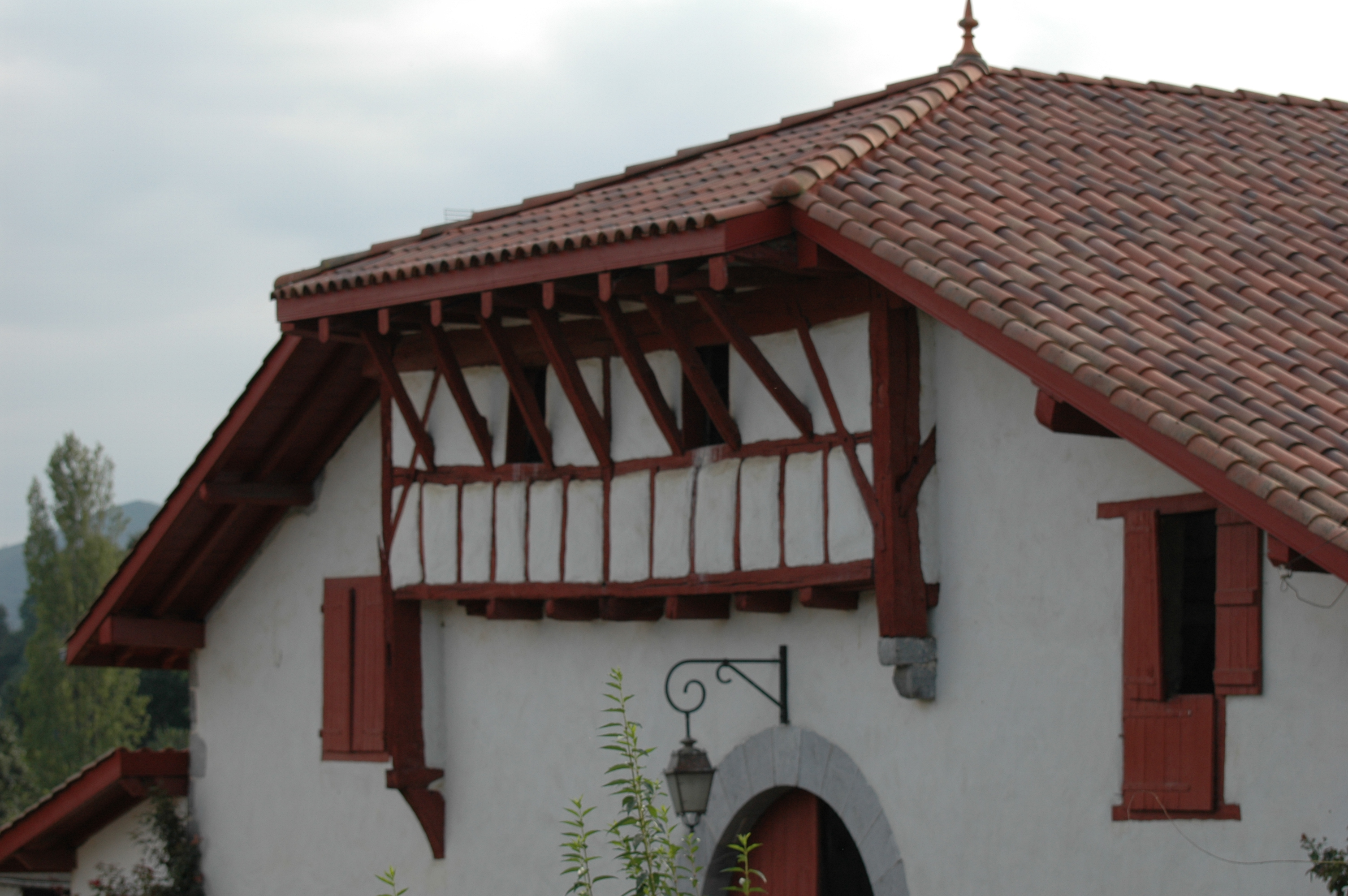
Vieille demeure basque.
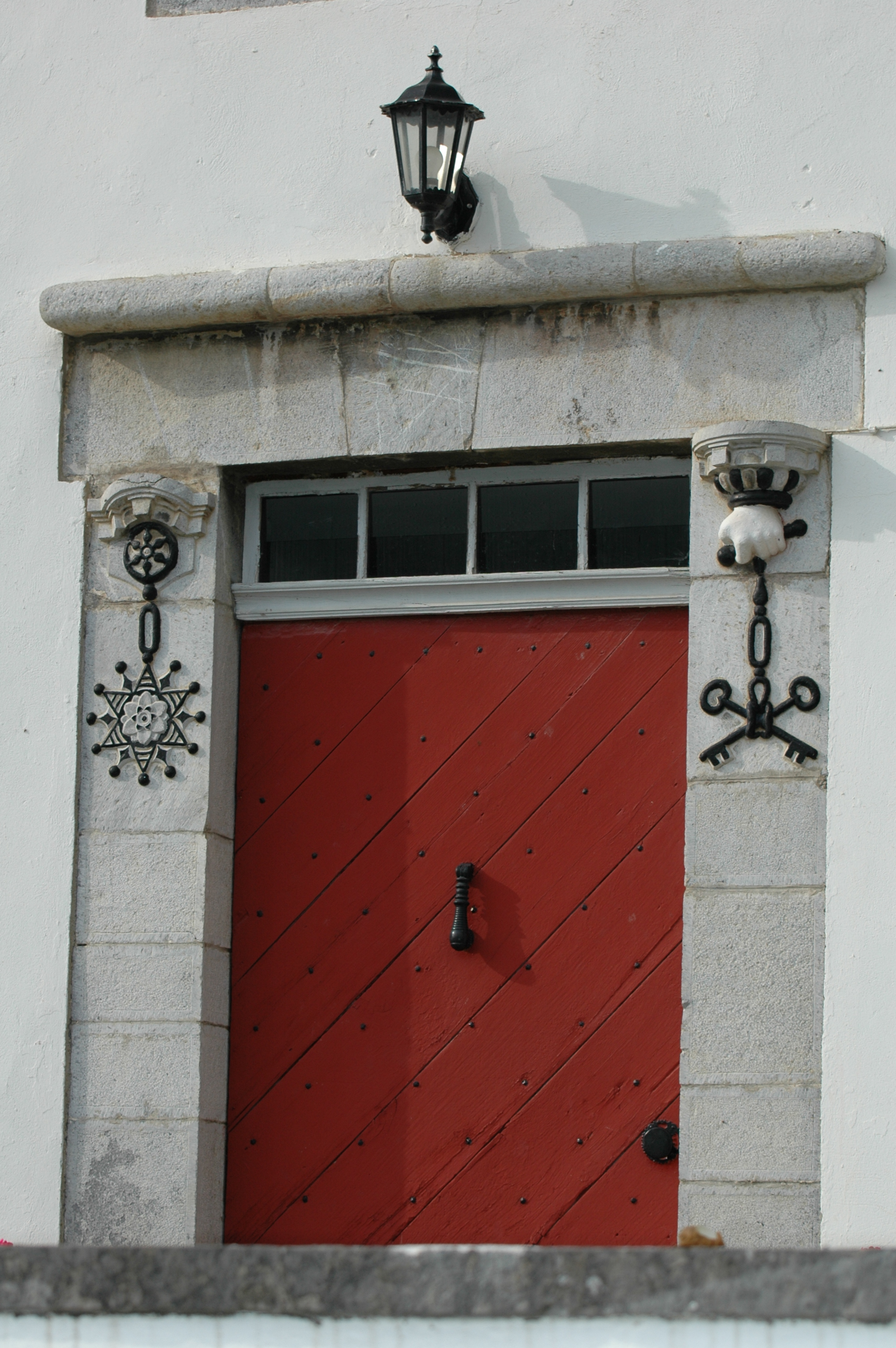
Porte de maison.

### Patrimoine religieux
L'église Saint-Martin du XVIIe siècle, a été reconstruite au moins partiellement si ce n'est intégralement en 1866.
Des stèles discoïdales sont présentes dans le cimetière.

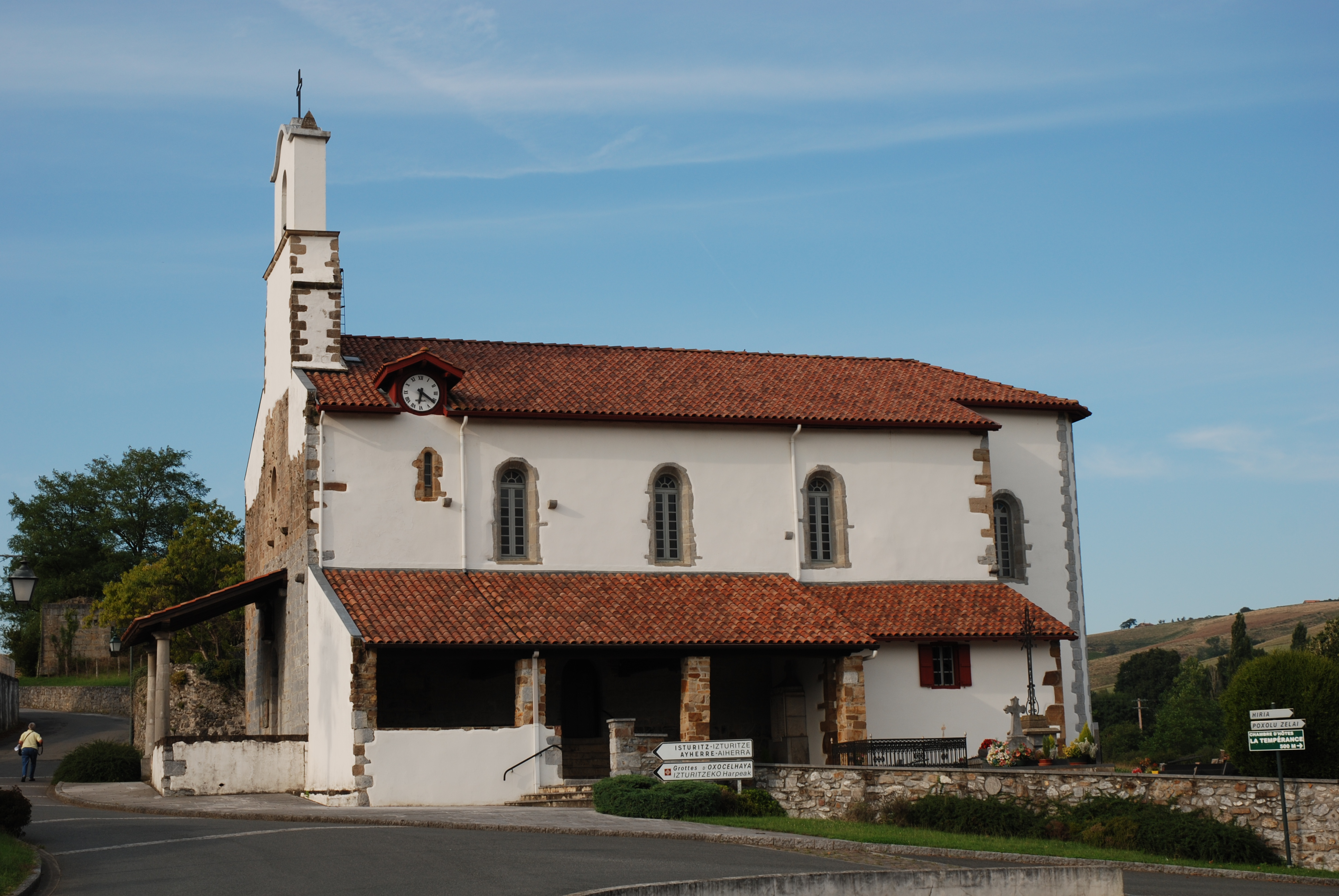
L'église Saint-Martin.
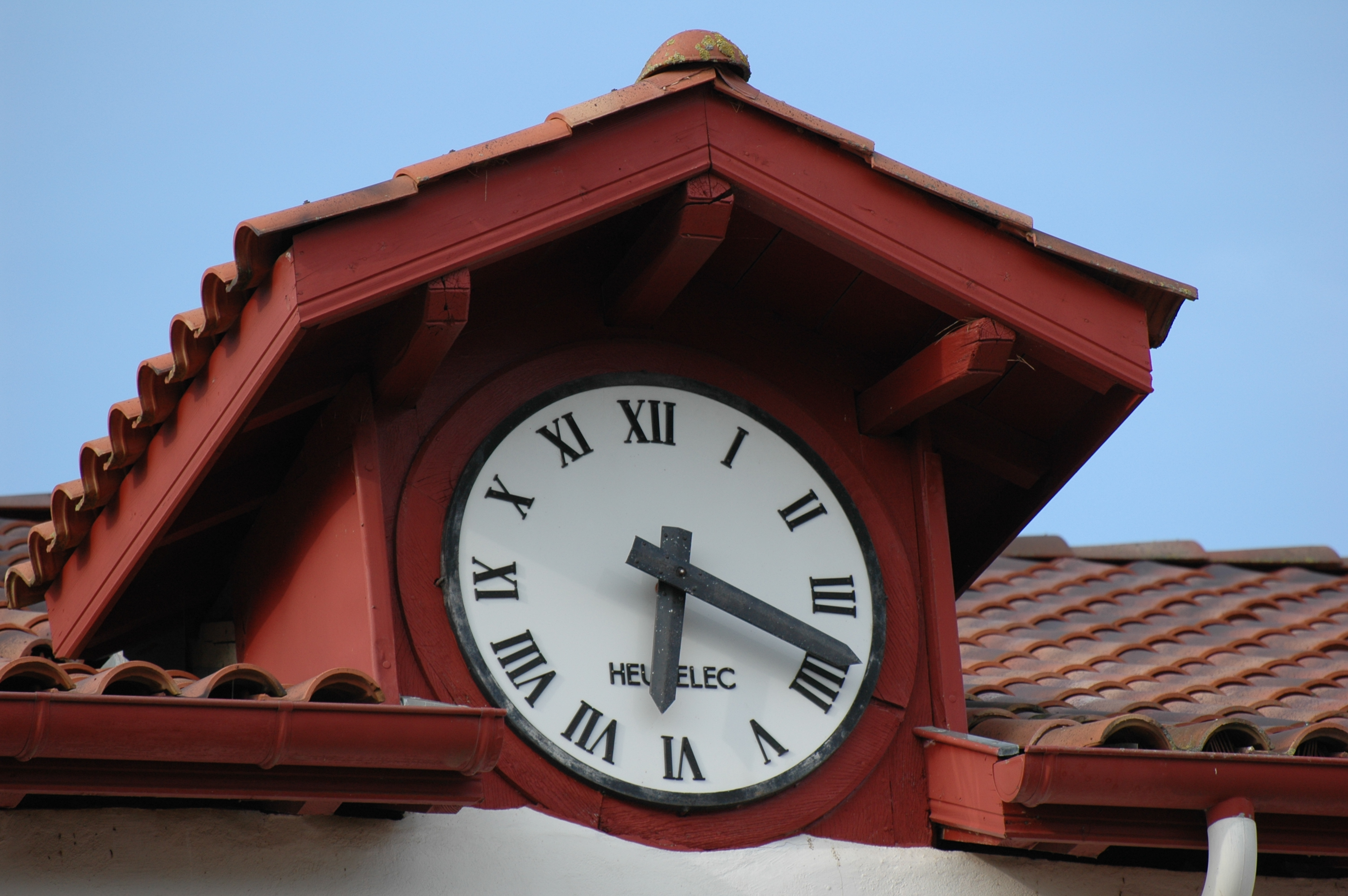
L'horloge de l'église Saint-Martin.
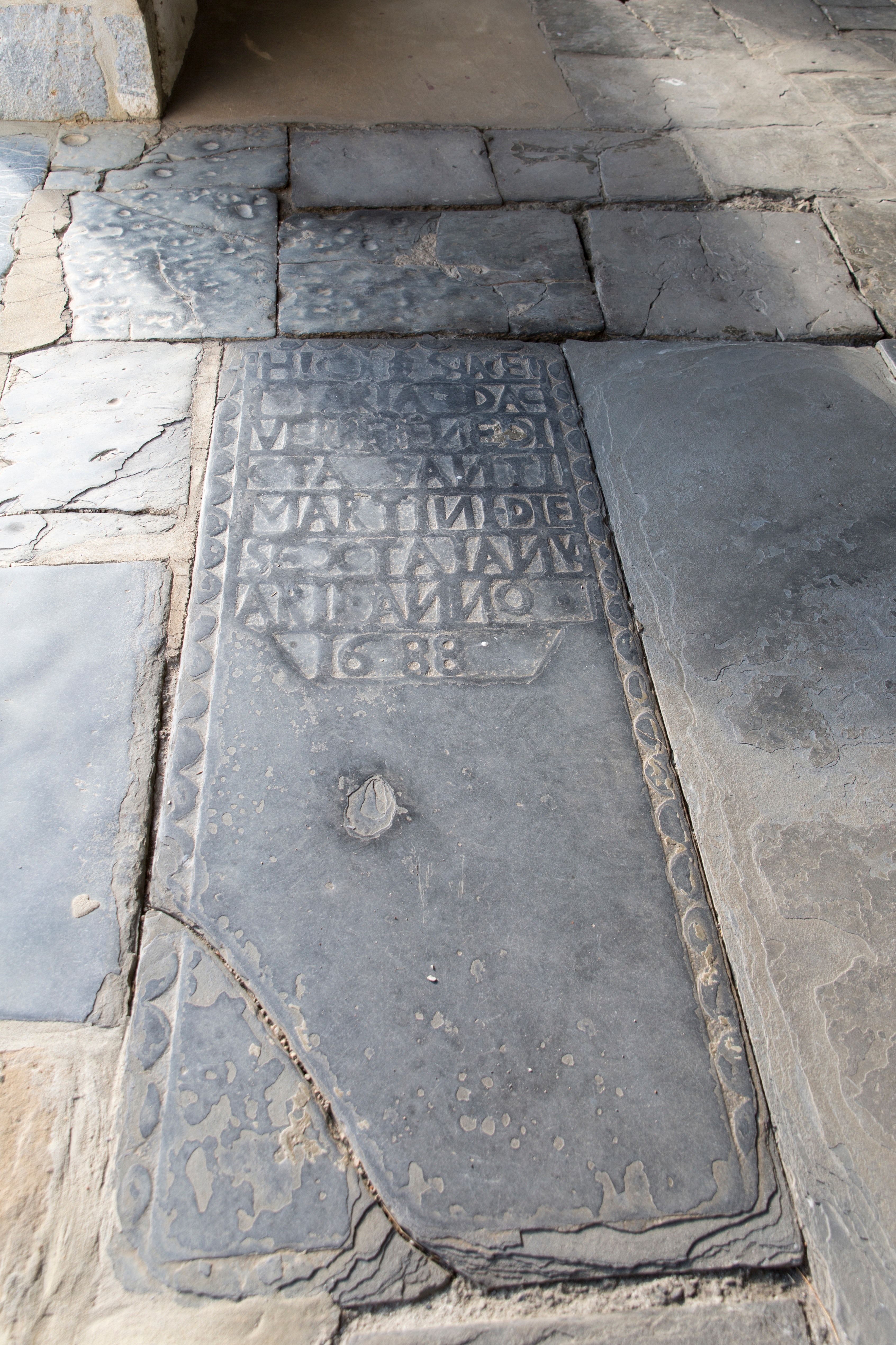
Dalle funéraire de 1688
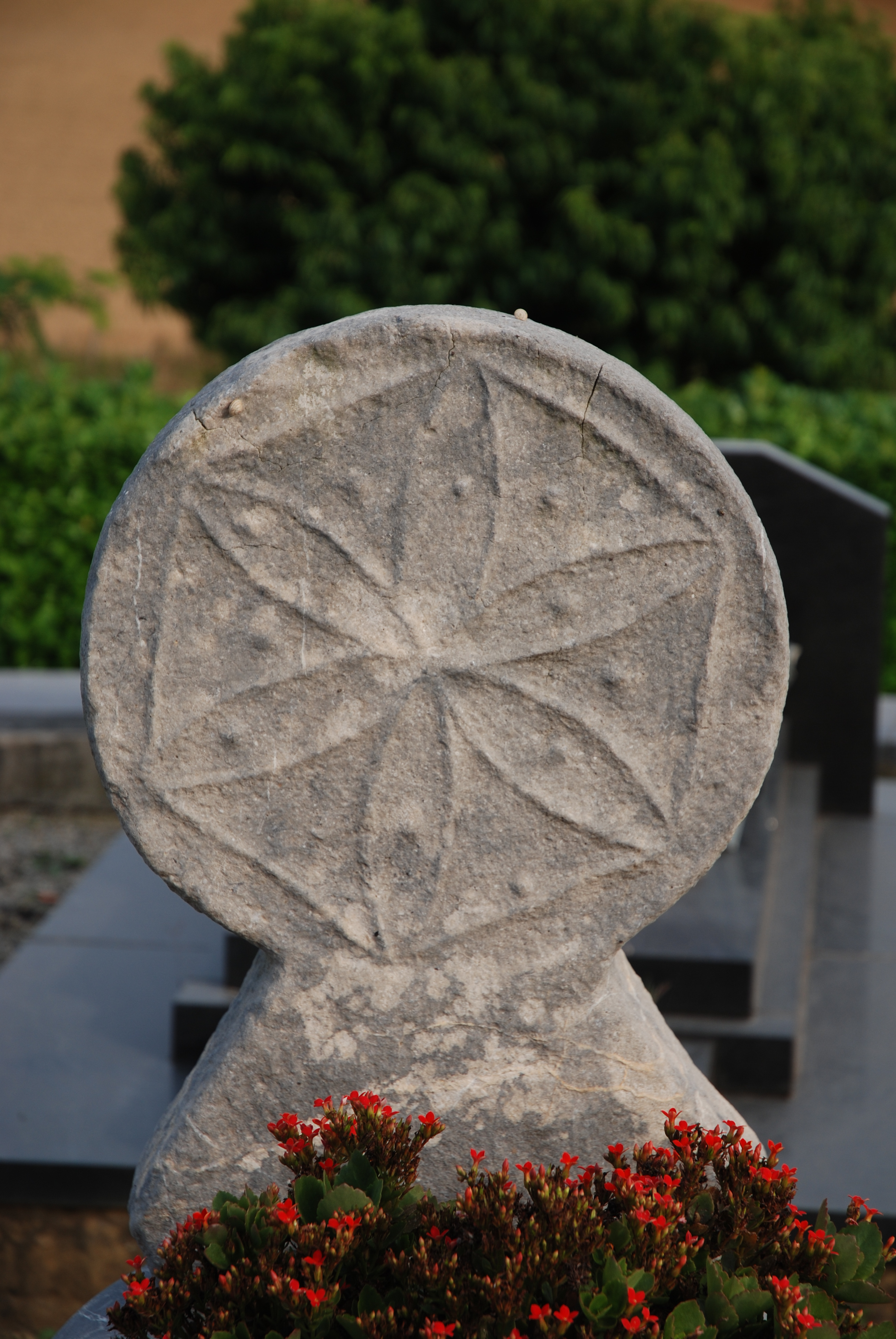
Stèle discoïdale du cimetière.
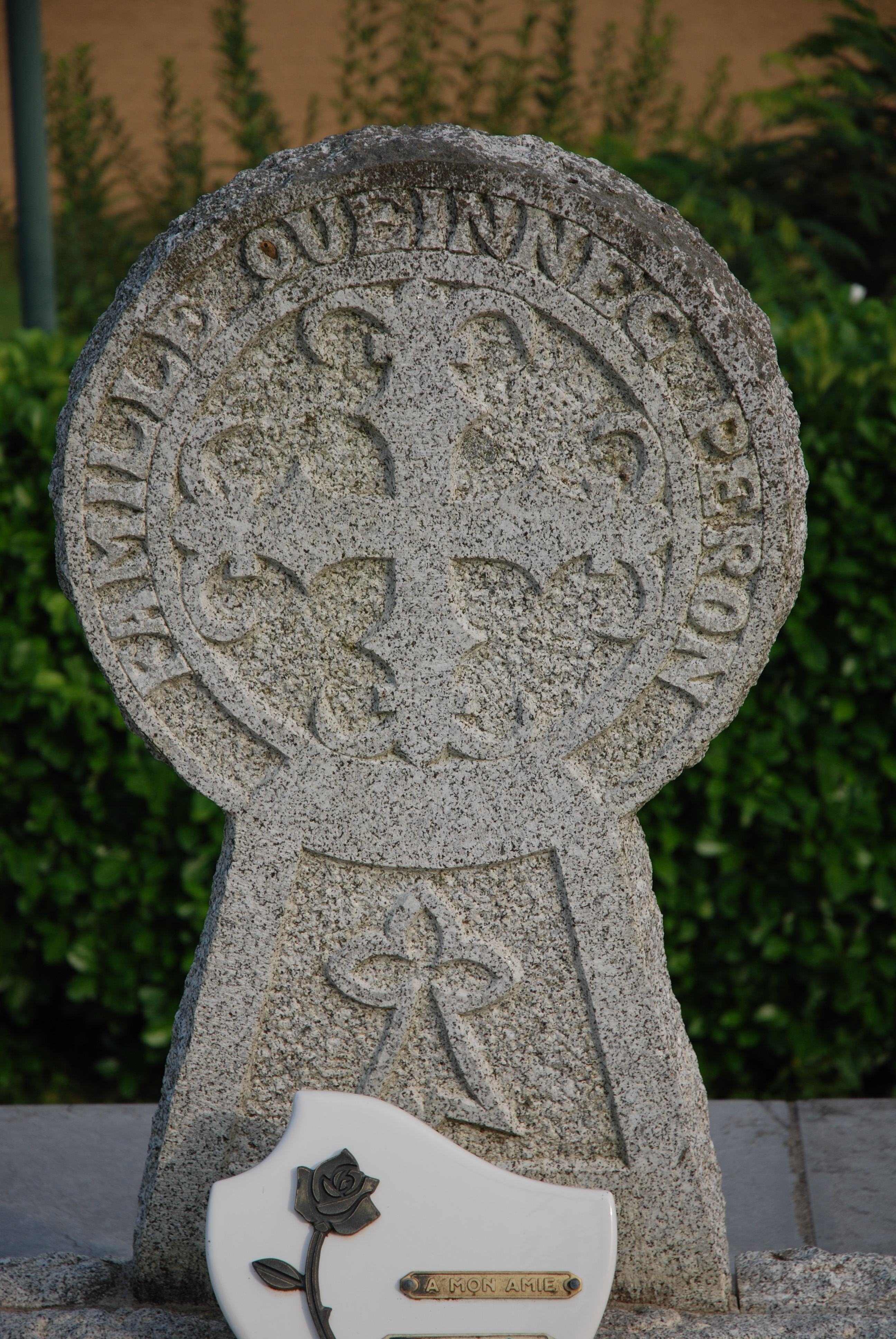
Stèle discoïdale du cimetière.

## Équipements

### Enseignement
La commune dispose d'une école maternelle et d'une ikastola (enseignement en langue basque).